# Prestatyn
Prestatyn  è una località balneare del Galles nord-orientale, facente parte della contea del Denbighshire ed affacciata sulla baia di Liverpool (mare d'Irlanda). Conta una popolazione di circa 17 000 abitanti.

## Geografia fisica
Prestatyn si trova nella parte nord-orientale della contea del Denbighshire, al confine con la contea del Flintshire e poco ad ovest dell'estuario del fiume Dee. ed situata tra le località di Rhyl e Holywell (rispettivamente ad est della prima e a nord della seconda).

## Società

### Evoluzione demografica
Al censimento del 2011, Prestatyn contava una popolazione pari a 16 783 abitanti.
La località ha conosciuto un decremento demografico rispetto al 2001, quando contava 18 496 abitanti. Nel 1991 contava invece 15 020 abitanti..

## Monumenti e luoghi d'interesse

### Castello di Prestatyn
Tra i luoghi d'interesse della città, figurano le rovine del castello di Prestatyn, costruito probabilmente intorno al 1164 dal normanno Robert de Banastre e distrutto nel 1167 da Owain Gwynedd.

## Sport
- La squadra di calcio locale è il Prestatyn Town Football Club.[4] La tradizione calcistica della cittadina risale agli anni novanta del XIX secolo.[4]
- La squadra di rugby locale, con sede però a Rhyl, è il Prestatyn and Rhyl Panthers [5]

## Feste ed eventi
- Prestatyn Carnival, in estate[6]